# Козловський Василь Іванович
Василь Іванович Козловський (21 лютого 1920 — 4 січня 1997) — радянський льотчик-штурмовик, Герой Радянського Союзу (1944).

## Життєпис
Народився 21 лютого 1920 року у сім'ї робітника. Українець. З 1932 року разом із батьками жив у м. Макіївці Донецької області. Закінчив 10 класів і аероклуб в 1938 році. Працював інструктором в аероклубі.
У РСЧА з 1940 року. В 1941 році закінчив Тамбовську військово-авіаційну школу пілотів.
На фронтах німецько-радянської війни з липня 1941 року. Командир ескадрильї 810-го штурмового авіаційного полку (225-а штурмова авіаційна дивізія, 15-а повітряна армія, 2-й Прибалтійський фронт) капітан Козловський до середини квітня 1944 року здійснив 103 бойових вильоти, нанісши ворогу великих втрат у живій силі та техніці.
В 1953 році закінчив Військово-політичну академію.
З 1960 року полковник Козловський у запасі. Жив у Москві.

## Звання та нагороди
19 серпня 1944 року Козловському Василю Івановичу присвоєно звання Герой Радянського Союзу.
Також нагороджений:
- орденом Леніна
- 3-ма орденами Червоного прапора
- орденом Олександра Невського
- 2-ма орденами Вітчизняної війни 1 ступеня
- орденом Червоної Зірки